# Robert Poirier (Flieger)

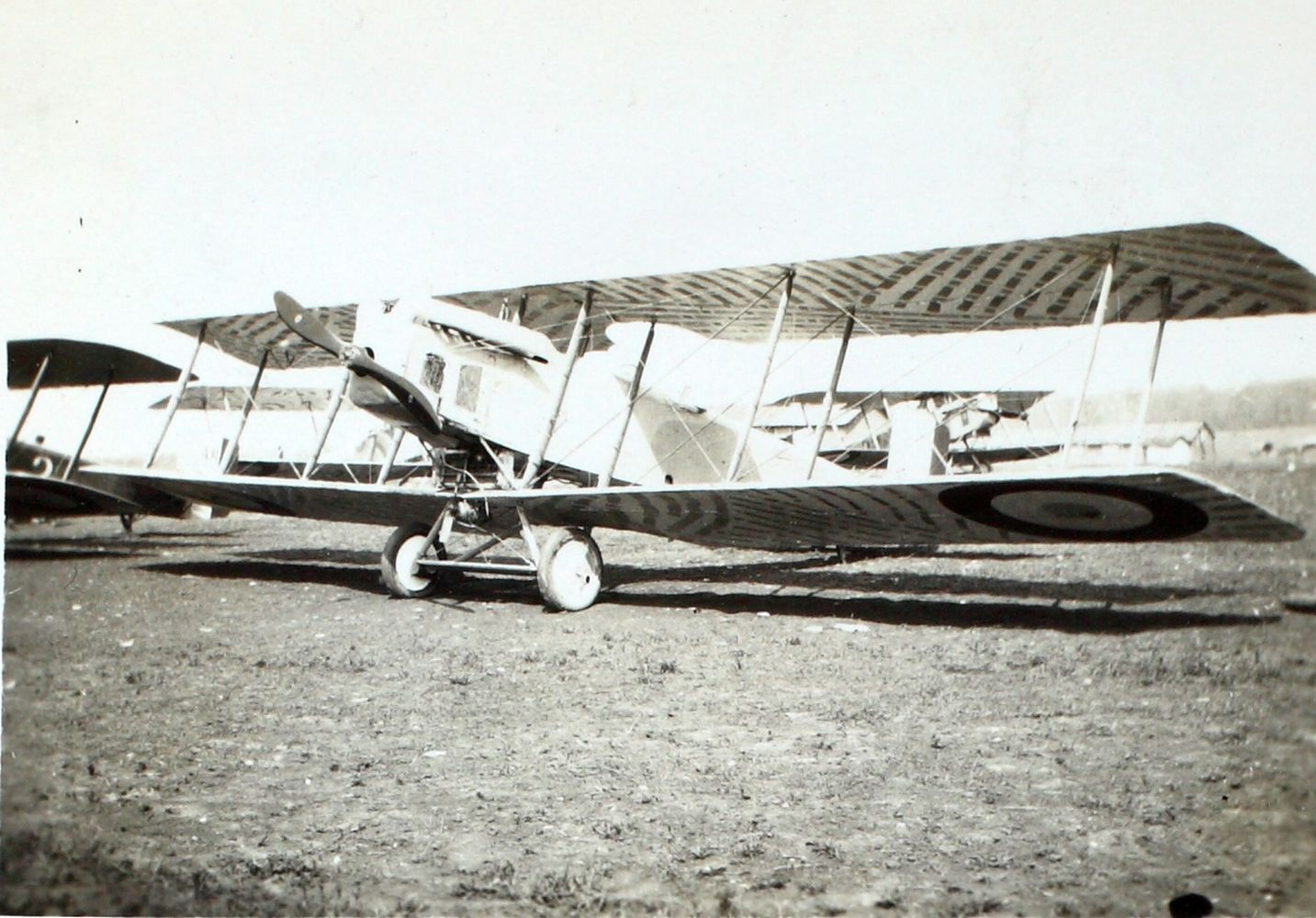
Auf einer Dorand AR.1 flog Robert Poirier Aufklärungsflüge im Ersten Weltkrieg

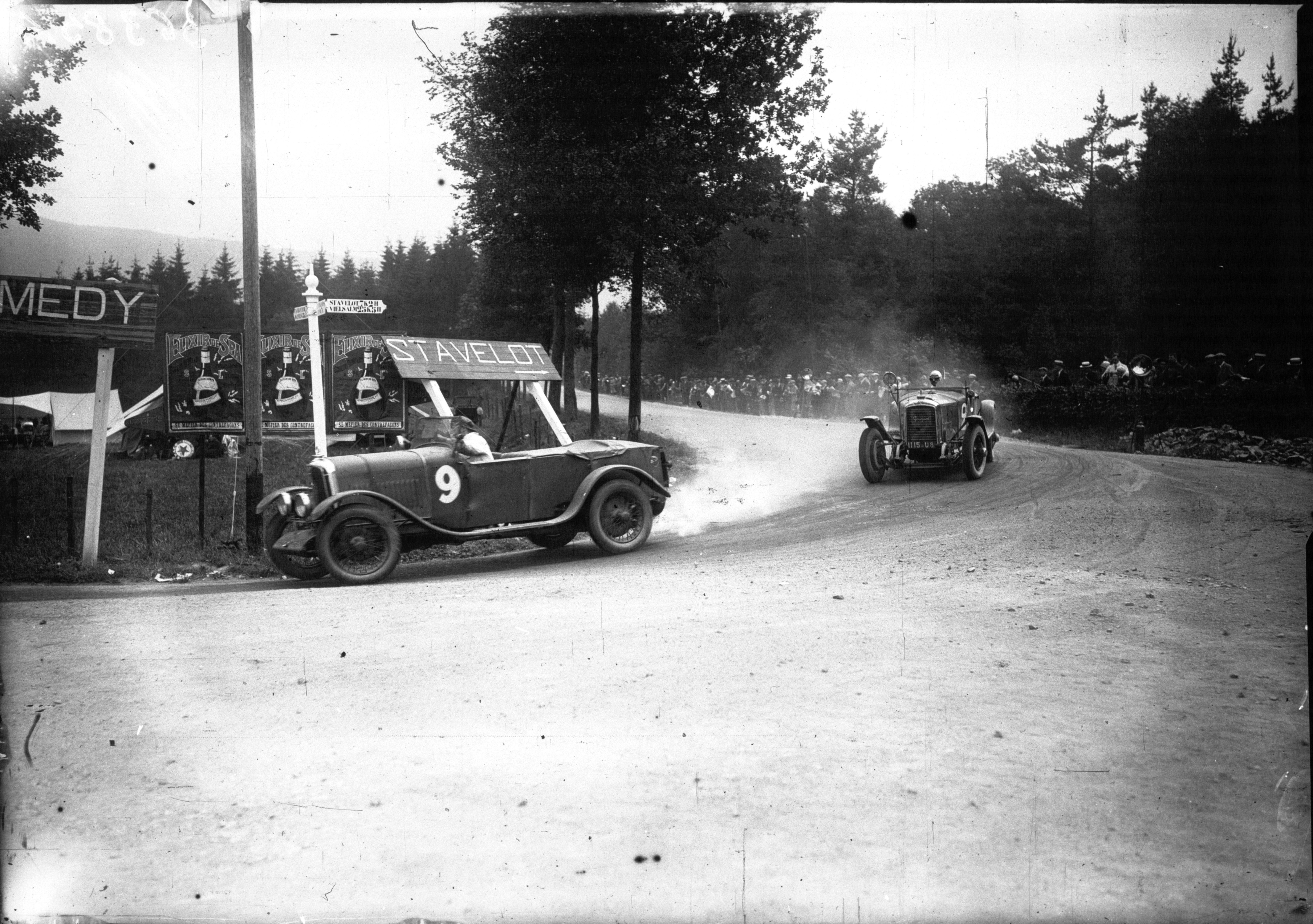
Robert Poirier im Théo Schneider 25SP (#9) beim 24-Stunden-Rennen von Spa-Francorchamps 1926

Robert Jean Marie Poirier (* 8. Oktober 1894 in Tours; † 19. September 1949 in Pointe-Noire) war ein französischer Infanterist, Flieger, Mitglied der Résistance, Unternehmer und Autorennfahrer.

## Familie
Robert Poirier kam im Oktober 1894 in der Rue Saint-Louis 10 in Tours in der elterlichen Wohnung zur Welt. Sein Vater, Édouard Poirier, arbeitete als Kaufmännischer Angestellter, seine Mutter, Cécile Poirier (geb. Weil) war Hausfrau. Er war verheiratet und Vater eines Sohnes.

## Erster Weltkrieg
Robert Poirier trat am 8. Oktober 1912 als Freiwilliger in das Französische Heer ein und machte eine Ausbildung zum Infanteristen. Beim Ausbruch des Ersten Weltkriegs diente er als Korporal im 66e régiment d’infanterie. Zweimal wurde er verwundet. Bei einem Angriff in der Nähe von La Ferté-sous-Jouarre während der Ersten Marneschlacht am 8. September 1914 erhielt er einen Steckschuss in den Oberschenkel. Trotz seiner Verletzung konnte er wenige Tage später aus deutscher Gefangenschaft fliehen. Nach seiner Genesung wurde er im Frühjahr bei der Zweiten Flandernschlacht erneut verwundet. Diesmal traf ihn der Teil eines Artillerie-Schrapnells in die Hüfte.
Nach einigen erfolglosen Eingaben wurde ihm Ende 1915 die Ausbildung zum Flieger bewilligt. Ab 1916 flog er mit einer Farman F.40 und einer Dorand AR.1 Aufklärungsflüge für die 68e division d’infanterie. Nachdem er im Herbst 1917 bei einem Absturz nach Feindbeschuss die dritte schwere Verwundung erlitten hatte, verbrachte er den Rest des Krieges in der Abteilung für Luftfahrtherstellung in Nanterre und war für die Endkontrolle der ausgelieferten Kriegsflugzeuge zuständig.

## Kraftfahrzeughändler und Rennfahrer
In den frühen 1920er-Jahren eröffnete er in Neuilly-sur-Seine bei Paris ein Vertriebsunternehmen für die französischen Kfz-Marken Delaunay-Belleville und Théo Schneider. Bei Théo Schneider war er Anteilseigner und Rennfahrer in Personalunion. Er startete zweimal beim 24-Stunden-Rennen von Le Mans und ebenso oft beim 24-Stunden-Rennen von Spa-Francorchamps. Während er in Le Mans zweimal ausfiel – 1927 löste sein Teamkollege Pierre Tabourin das White-House-Desaster aus – erreichte er beim 24-Stunden-Rennen von Spa-Francorchamps 1926 den 13. Gesamtrang.
In seiner Freizeit flog er Tragschrauber bei Flugschauen. Außerdem testete er als Reservist und Ausbilder Kampfflugzeuge wie die Potez 63 für die Französische Luftwaffe.

## Zweiter Weltkrieg
Am 29. August 1939, wenige Tage vor Beginn des Zweiten Weltkriegs, wurde er mobilisiert und Pilot beim 109 Air Battalion. Das Bataillon war für den Flugbetrieb hochrangiger Offiziere verantwortlich und Robert Poirier flog als Leutnant Truppenführer und vor allem Stabsoffiziere zu geheimen Missionen nach Spanien. Nach dem Ende des Westfeldzugs und dem  Waffenstillstand von Compiègne wurde die Einheit aufgelöst und Poirier schied aus der Armee aus. Er schloss sich im Juli 1941 der Résistance an und führte Netzwerke in der Dordogne und in der Corrèze.
Robert Poirier war hochdekoriert. Er trug die Médaille militaire, den Croix de guerre 1914–1918 und den Croix de guerre 1939–1945. Außerdem die Médaille de la Résistance, die Médaille de la Libération avec Rosette, die Médaille de l’Aéronautique, den Order of the British Empire sowie den polnischen Croix de la Valeur.

## Tod
Nach dem Ende des Kriegs wurde er als Oberstleutnant in die neue französische Luftwaffe übernommen. Er war Kommandant der Luftwaffenbasis von Évreux und ab 1947 der Basis in Rabat. Er starb im September 1949 als Passagier beim Absturz einer Handley Page Halifax, die bei der Landung am Flughafen der kongolesischen Stadt Pointe-Noire die Landebahn verfehlte.

## Statistik

### Le-Mans-Ergebnisse
| Jahr | Team                         | Fahrzeug                    | Teamkollege      | Platzierung | Ausfallgrund |
| ---- | ---------------------------- | --------------------------- | ---------------- | ----------- | ------------ |
| 1926 | Automobiles Théo Schneider   | Théo Schneider 25SP         | Antonin Fontaine | Ausfall     | Unfall       |
| 1927 | Automobiles Th. Schneider SA | Théo Schneider 25SP Le Mans | Pierre Tabourin  | Ausfall     | Unfall       |